# Veliki morski pajek
Veliki morski pajek (znanstveno ime Maja squinado), v Istrobeneškem narečju: gransévolo ali gransiévolo, je največja rakovica Jadrana. Živi tudi v preostalem delu Sredozemskega morja in v severovzhodnem delu Atlantskega oceana.

## Opis
Preko glavoprsja lahko meri do 20 cm, z iztegnjenimi nogami pa celo preko 0,5 metra. Oklep je bodičast in grbast, barvni odtenki pa nihajo od rdeče do sivo rjave. Živi na kamnitem in poraslem sublitoralu v večjih skupinah. V Jadranu je najbolj razširjen v severnem delu, predvsem v Istri. Hrani se z drobnimi morskimi živalicami, ki jih lovi z majhnimi kleščami. Premika se, kot vse rakovice, postrani.
Njegov največji naravni sovražnik, poleg človeka, so hobotnice. Veliki morski pajek je izjemno priljubljen med ljubitelji morske hrane, saj ima izredno okusno meso. Lovijo ga spomladi s posebnimi mrežami, v katere se s svojimi dolgimi nogami zlahka zaplete. V antični Grčiji so te živali častili kot svete. V Atlantiku in Pacifiku živijo sorodni pajki, ki lahko z iztegnjenimi nogami merijo preko 2 m.

## Varovanje in zaščita
V Sloveniji je Veliki morski pajek zaščitena vrsta, katere izlov ni dovoljen.